# Èter lípid

Estructura d'un èter fosfolípid.

Plasmalogen.

Els èters lípids són lípids én els quals un o més dels àtoms de carboni sobre el glicerol està enllaçat a una cadena alquil via un enllaç èter de forma oposada a l'enllaç èster usual.

## Tipus
Els èsters lípids s'anomenen plasmalogens si hi ha fosfolípids que contenen glicerol en un grup insaturat èter vinil O-(1-alquenil) a la primera posició de la cadena de glicerol. .
El Platelet-activating factor (PAF) és un èter lípid el qual té un grup acetil en lloc d'una cadena acil en la segona posició (SN-2).

## Biosíntesi
La formació d'un enllaç èter en els mamífers requereix dos enzims (DHAPAT) i (ADAPS), aquest resideix al peroxisoma. Segons això els defectes en el peroxisoma impedeixen sovint la producció d'èter lípids.

## Funcions
- Estructural els plasmalogens com també alguns lípids 1-O-alquils són ubics i de vegades la major part de la membrana cel·lular en els mamífers i bacteris anaeròbics.[2] En archaea, els èter lípids són els lípids polars principals en l'embolcall de la cèl·lula i la seva abundància és una de les principals característiques que els separen de grup dels bacteris.
- Segon missatger: Les diferències en el catabolisme dels èters glicerofosfolípids per enzims específics poden estar implicats en la generació del sistema de segon missatger com les prostaglandina i àcid araquidònic que és important en la transducció de senyal.[3]
- Antioxidant: És una altra funció possible, demostrada en cultiu cel·lular, dels èters lípids és la de protegir contra l'estrès oxidatiu.[4]
- Anàlegs sintètics dels èterlípids: Els anàlegs sintètics tenen propietats citotòxiques i citostàtiques.

Un anàleg sintètic tòxic, miltefosine, s'ha introduït en el tractament oral de la malaltia tropicale leishmaniasis,causada per un protozou paràsit que en les seves membranes té un al contingut d'èter lípids.